# Овьедо
Овье́до (исп. Oviedo, астур. Uviéu, лат. Ovetus) — город в Испании, административный центр автономного сообщества Астурия. Муниципалитет находится в составе района (комарки) Овьедо. Известен как заповедник дороманской архитектуры VIII—IX веков.
В мире существует несколько других городов с названием Овьедо, и все они расположены на американских континентах: свой Овьедо есть в Мексике, Парагвае, Доминиканской республике и во Флориде.

## География
Овьедо расположен в центре Астурии между рекой Налон и рекой Нора.
На севере Овьедо расположены Лас-Регуэрас и Льянера, на юге — Мьерес и Рибера-де-Арриба, на востоке — Сьеро и Лангрео, а на западе — Градо и Санто-Адриано.
Овьедо расположен на высоте от 80 до 709 метров над уровнем моря. Гора Монте-Наранко защищает город от сильных ветров с севера, а Сьерра-дель-Арамо — с юга. Центр города довольно холмистый.

### Климат
| Показатель                    | Янв. | Фев. | Март | Апр. | Май  | Июнь | Июль | Авг. | Сен. | Окт. | Нояб. | Дек. | Год  |
| ----------------------------- | ---- | ---- | ---- | ---- | ---- | ---- | ---- | ---- | ---- | ---- | ----- | ---- | ---- |
| Средний суточный максимум, °C | 11,7 | 12,8 | 14,4 | 14,9 | 17,6 | 20,3 | 22,4 | 22,8 | 21,7 | 18,1 | 14,6  | 12,5 | 17,0 |
| Средняя температура, °C       | 8,0  | 8,8  | 10,0 | 10,6 | 13,3 | 16,1 | 18,3 | 18,7 | 17,3 | 14,0 | 10,8  | 9,0  | 12,9 |
| Средний суточный минимум, °C  | 4,2  | 4,8  | 5,6  | 6,3  | 9,1  | 11,9 | 14,1 | 14,5 | 12,9 | 10,0 | 7,1   | 5,5  | 8,8  |
| Норма осадков, мм             | 129  | 115  | 78   | 65   | 51   | 29   | 25   | 35   | 55   | 84   | 108   | 130  | 973  |
| Источник: AEMeT               |      |      |      |      |      |      |      |      |      |      |       |      |      |

## История

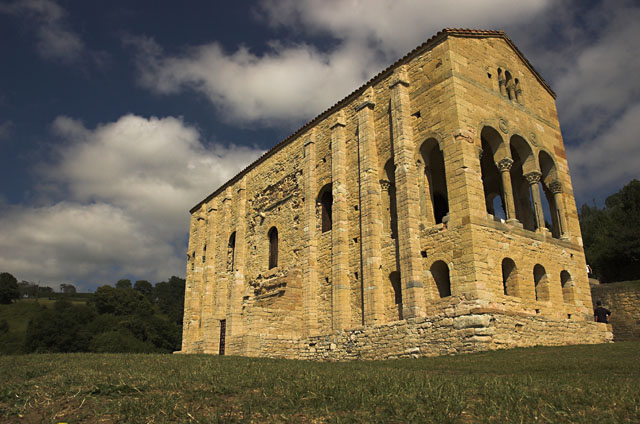
Церковь Санта-Мария-дель-Наранко.

Овьедо был основан в 761 году монахами, заложившими на горе Оветум обитель св. Винсента, и располагается на возвышенности посреди равнины, в окружении фруктовых садов.
После завоевания Испании арабами Альфонсо II перевёл в Овьедо свой двор, и тем самым город превратился в столицу христианской Испании и крупный центр паломничества.
Он был столицей Астурийского королевства и центром Реконкисты.
21 сентября 1608 года в Овьедо открылся университет.
Овьедо подтвердил боевое прошлое и в XX веке: в 1934 году здесь, на границе района добычи каменного угля и железной руды, проходили забастовки шахтёров, а после успешного продолжительного сопротивления франкистам город считается оплотом антифашистского и профсоюзного движения.

## Население
В 2005 году население города в пределах муниципальных границ составляло 213,7 тысячи жителей.
| Год   | Город   | Муниципалитет | Год  | Город   | Муниципалитет |
| ----- | ------- | ------------- | ---- | ------- | ------------- |
| 1787* | 6 491   |               | 1996 |         | 200 049       |
| 1857  | 14 156  | 31 933        | 1997 |         | нет данных    |
| 1887  | 18 614  |               | 1998 |         | 199 549       |
| 1900  |         | 48 103        | 1999 |         | 200 453       |
| 1910  |         | 53 269        | 2000 | 183 524 | 200 411       |
| 1920  |         | 69 375        | 2001 | 184 374 | 201 005       |
| 1930  |         | 75 463        | 2002 | 186 463 | 202 938       |
| 1940  | 51 410  | 82 548        | 2003 | 191 231 | 207 699       |
| 1950  | 71 598  | 106 002       | 2004 | 193 274 | 209 495       |
| 1960  | 91 550  | 127 058       | 2005 | 196 156 | 213 782       |
| 1970  | 130 021 | 154 117       |      |         |               |
| 1981  | 168 315 | 190 123       |      |         |               |
| 1991  |         | 204 276       |      |         |               |

## Экономика

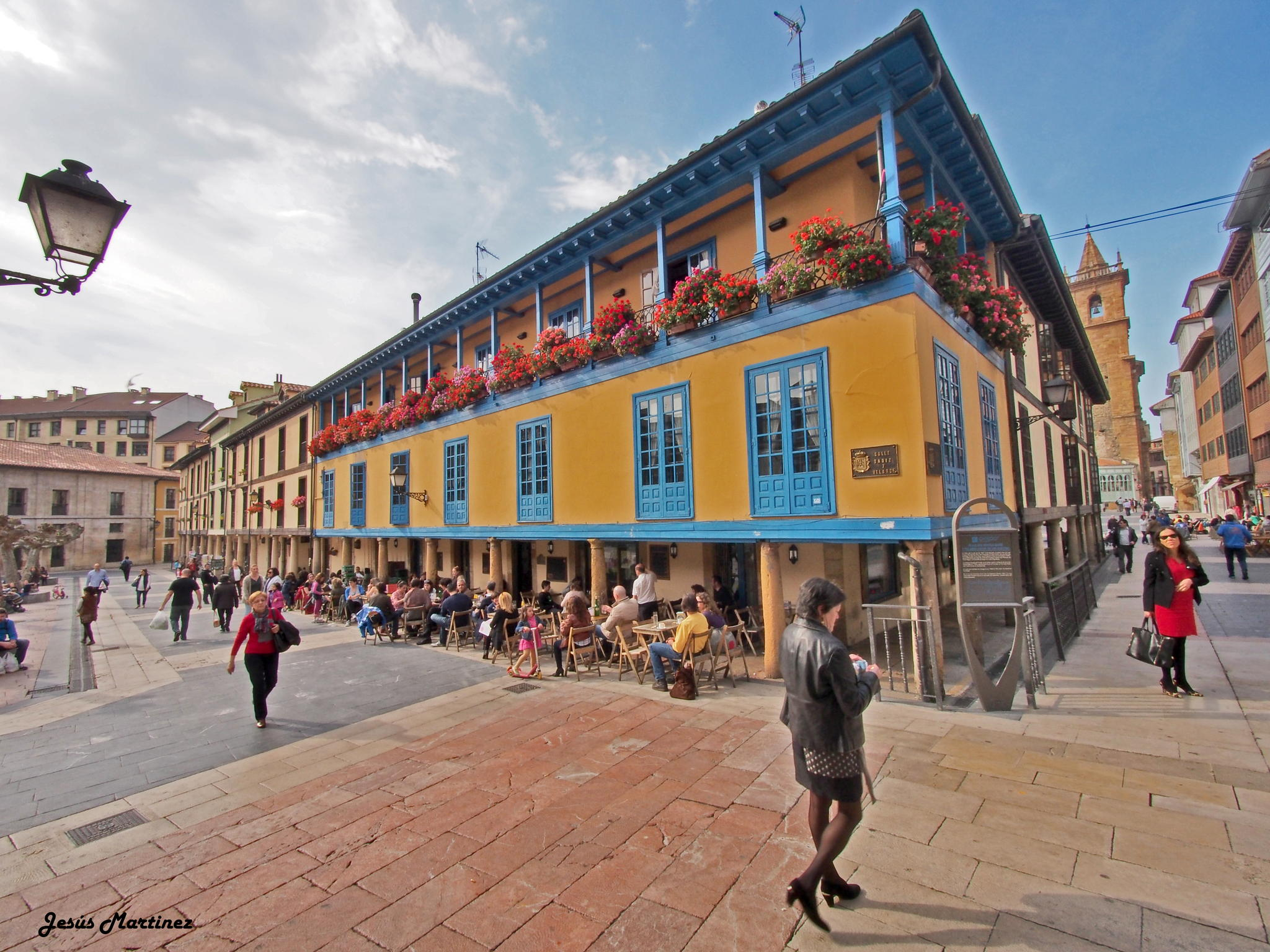
Площадь в Овьедо

Экономика сильно зависит от сектора услуг, множество офисных зданий расположены в центре города.
Статус Овьедо как административного центра региона поддерживает большое количество рабочих мест в сфере государственного управления.
Производственный сектор, который остаётся важным в этой части Испании, не распространён в черте самом Овьедо, но более важен в соседних муниципалитетах Сьеро и Лланера, которые лежат к северу от города, между Овьедо и Хихоном.
В 2009 году муниципалитет Овьедо имел общий долг в размере 135,185 млн евро.

## Достопримечательности

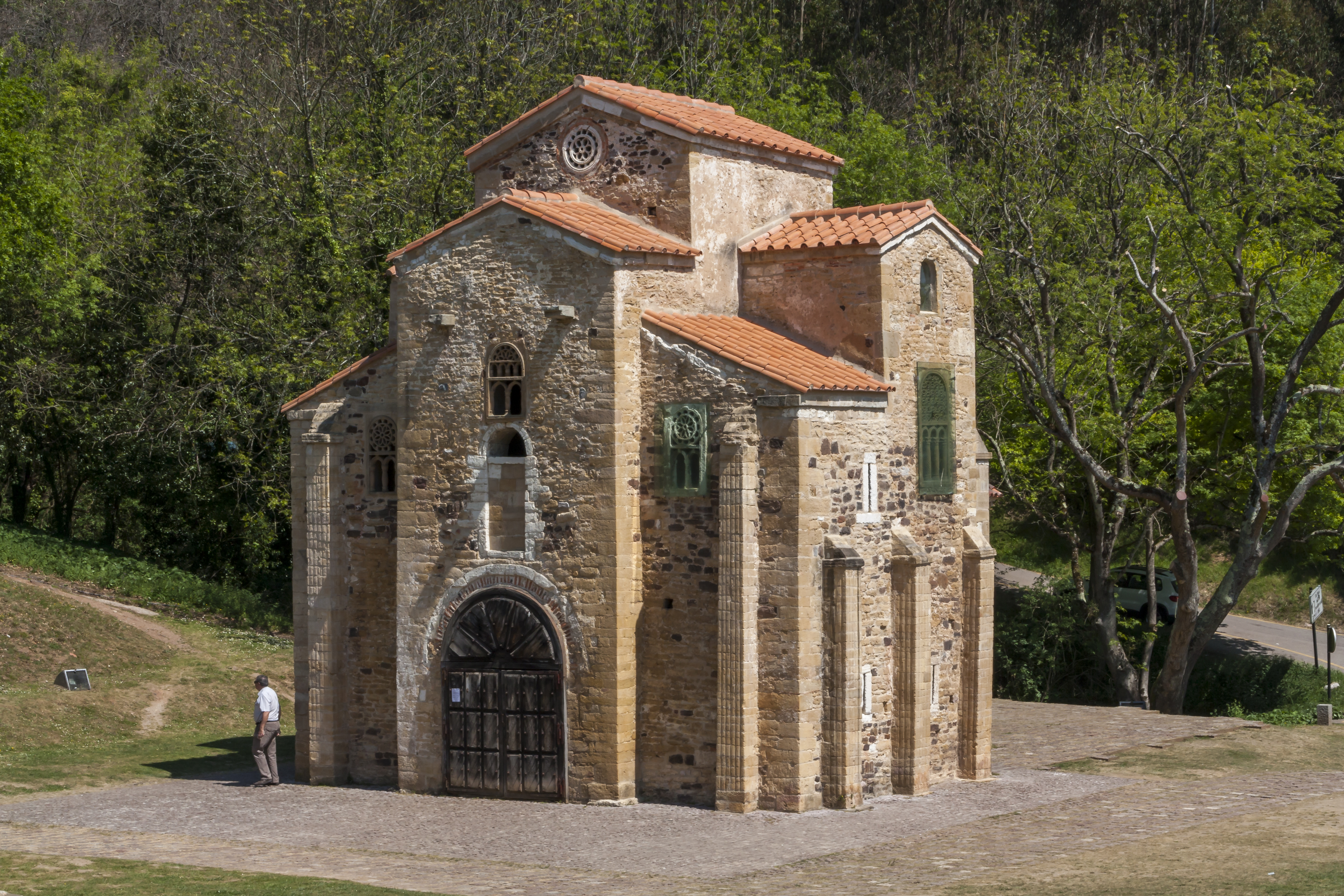
Дворцовая капелла Сан-Мигель-де-Лильо

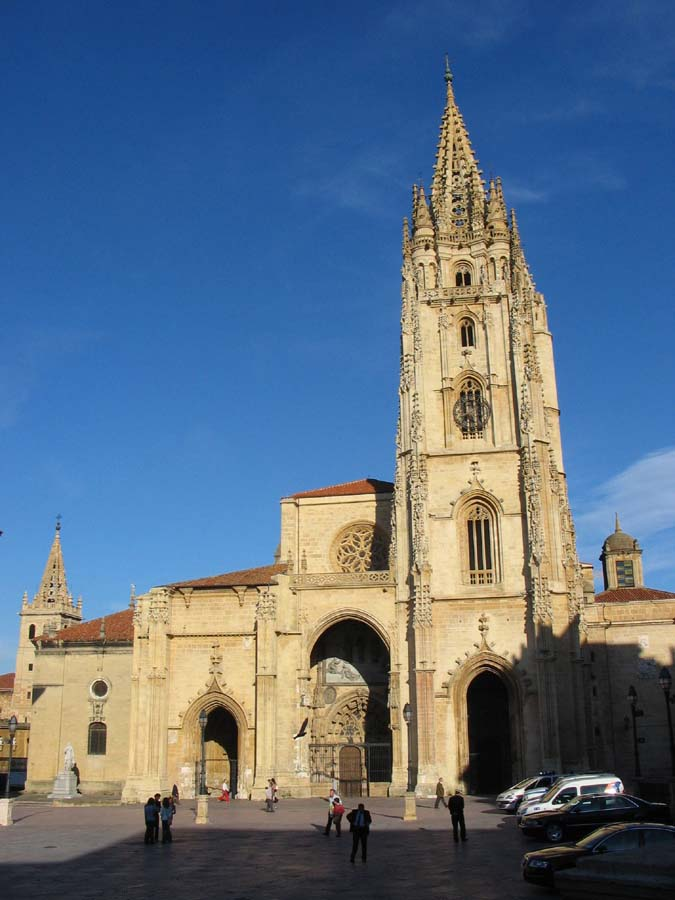
Собор Овьедо

- Готический собор Сан-Сальвадор с монументальной колокольней, символ испанского христианства с Пантеоном астурийских королей и тремя главными реликвиями в Святой комнате: мощами св. Винсента и двумя распятиями, подаренными Альфонсо III — Крус-де-лос-Анхелес (Ангельский крест) и Крус-де-ла-Виктория (Крест победы).
- Церковь Сан-Тирсо.
- Площадь Конституции со зданиями мэрии и церкви Сан-Исидро.
- Церковь Сан-Хуан-эль-Реаль начала XX века в стиле эклектичного историзма.
- Дороманские церкви (всего 14) на горе Наранко (летняя резиденция короля Рамиро I, в 848 году превращённая в церковь Санта-Мария-дель-Наранко, и дворцовая капелла Сан-Мигель-де-Лильо) и на северо-востоке (церковь Сан-Хулиан-де-лос-Прадос), являющиеся объектами Всемирного наследия ЮНЕСКО.
- Центральный парк Сан-Франциско.

### Музеи
- Историко-археологический музей в монастыре Сан-Висенте.
- Художественный музей.

## Города-побратимы[2]
- Вальпараисо (исп. Valparaíso), Чили, 1976
- Бохум (нем. Bochum), Германия, 1979
- Буэнос-Айрес (исп. Buenos Aires), Аргентина, 1983
- Веракрус (исп. Veracruz), Мексика, 1983
- Клермон-Ферран (фр. Clermont-Ferrand), Франция, 1988
- Тампа (англ. Tampa), Флорида, США, 1991
- Сантьяго-де-Компостела (исп. Santiago de Compostela), Испания, 1993
- Санта-Клара (исп. Santa Clara), Куба, 1995
- Джерси-Сити (англ. Jersey City), Нью-Джерси, США, 1998
- Самора (исп. Zamora), Испания, 2001
- Торревьеха (исп. Torrevieja), Испания, 2004
- Валенсия-де-Дон-Хуан (исп. Valencia de Don Juan), Испания, 2006
- Ханчжоу (кит. упр. 杭州, пиньинь Hángzhōu), Китай, 2006
- Овьедо[англ.] (англ. Oviedo), Флорида, США, 2006
- Визеу (порт. Viseu), Португалия, 2007
- Маранелло (итал. Maranello), Италия, 2010[3]